# Na věky věků (Kobra 11)
Na věky věků (v německém originále Für immer und ewig) je první díl osmé řady německého akčního seriálu Kobra 11. Premiérově odvysílán byl 9. září 2004 na stanici RTL, v Česku 6. prosince 2004 na TV Nova.

## Obsazení
| Erdogan Atalay       | Semir Gerkhan    |
| Christian Oliver     | Jan Richter      |
| Dietmar Huhn         | Horst Herzberger |
| Gottfried Vollmer    | Dieter Bonrath   |
| Carina Wiese         | Andrea Gerkhan   |
| Bela B. Felsenheimer | Tscherny         |
| Charlotte Schwab     | Anna Engelhardt  |
| Andreas Hofer        | Hans Vogt        |